# 希蒂里火山
18°13′29″S 68°47′1″W / 18.22472°S 68.78361°W
希蒂里火山（Jitiri），是玻利維亞的火山，位於該國西部奧魯羅省的薩亞馬省，處於薩哈馬火山東南面，屬於安第斯山脈中玻利維亞西部山脈的一部分，海拔高度4,506米。